# Route 339 (Québec)
Pour les articles homonymes, voir Route 339.
La route 339 (R-339) est une route régionale québécoise d'orientation nord / sud située sur la rive nord du fleuve Saint-Laurent. Elle dessert la région administrative de Lanaudière.

## Tracé
La route 339 débute près du centre-ville de L'Assomption, à un embranchement avec la route 344. Elle se termine à Saint-Lin–Laurentides à l'angle d'un triple multiplex formé par les routes 158, 335 et 337. Même si elle porte un nombre impair, la route 339 a plutôt une orientation géographique ouest-est.

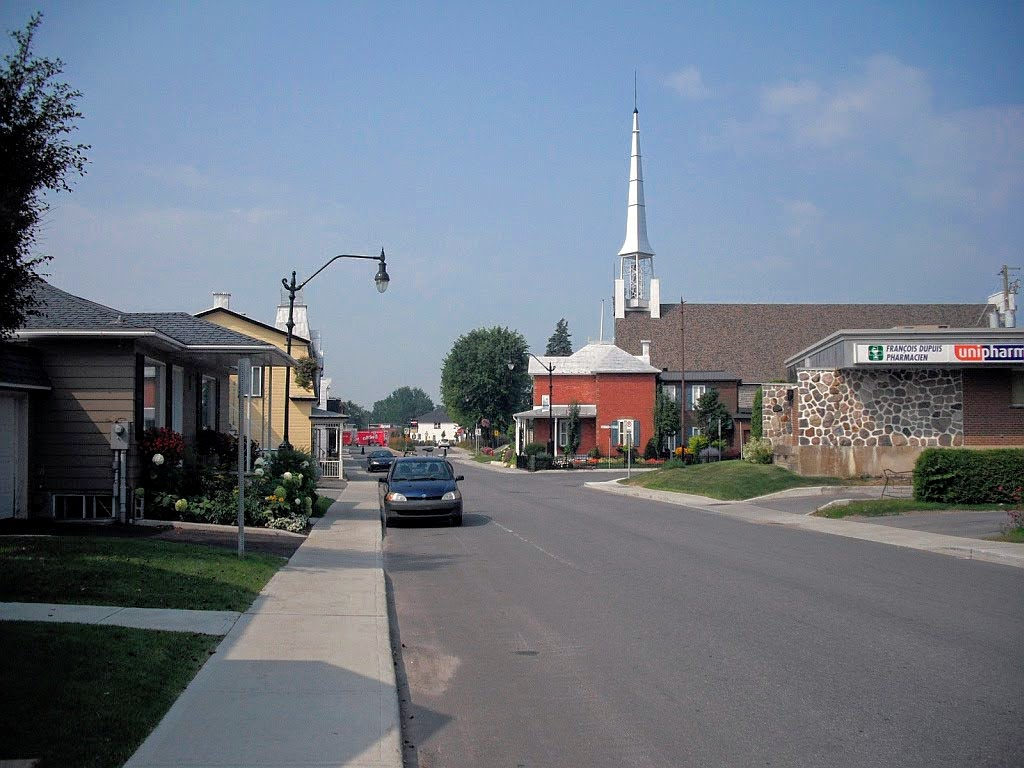
Rue Principale à Saint-Roch-de-l'Achigan.

## Localités traversées (du sud au nord)
Liste des municipalités traversées par la route 339, regroupées par municipalité régionale de comté.

### Lanaudière
L'Assomption
- L'Assomption
- L'Épiphanie

Montcalm
- Saint-Roch-de-l'Achigan
- Saint-Roch-Ouest
- Saint-Lin–Laurentides

## Intersections majeures
| MRC                   | Municipalité          | km    | Destinations                                               | Notes                                |
| --------------------- | --------------------- | ----- | ---------------------------------------------------------- | ------------------------------------ |
| L'Assomption          | L'Assomption          | 0,00  | R-344 (Boulevard de l'Ange-Gardien)                        |                                      |
| L'Assomption          | L'Épiphanie           | 7,40  | R-341 vers A-40 – Montréal, Rawdon                         |                                      |
| Montcalm              | Saint-Roch-Ouest      | 22,10 | A-25 – Montréal, Rawdon                                    |                                      |
| Montcalm              | Saint-Roch-Ouest      | 22,50 | R-125                                                      |                                      |
| Montcalm              | Saint-Lin–Laurentides | 31,50 | R-158 / R-335 / R-337 – Terrebonne, Joliette, Saint-Jérôme | La R-339 nord devient la R-158 ouest |
| - Transition de route |                       |       |                                                            |                                      |